# Hemihyalea annario
Hemihyalea annario là một loài bướm đêm thuộc phân họ Arctiinae, họ Erebidae.